# Samsung Galaxy J (serie)
La serie Samsung Galaxy J (Joy) era una linea di smartphone e phablet Android di fascia economica, bassa e media, prodotta da Samsung Electronics.
Dal 2015 al 2018 sono stati rilasciati dispositivi facenti parte della serie Galaxy J, dopodiché la serie è stata sostituita dalla serie Galaxy A (che dal 2019 comprende molti più dispositivi, dalla fascia bassa alla fascia alta).

## Smartphone

### Serie J1
| Nome                 | Anno | Schermo         | Fotocamera | Fotocamera | Archiviazione interna | RAM             | Chipset                                                                                        | Batteria | Sistema operativo                                  | Sistema operativo                                  |
| Nome                 | Anno | Schermo         | Principale | Frontale   | Archiviazione interna | RAM             | Chipset                                                                                        | Batteria | Di fabbrica                                        | Ultimo aggiornamento                               |
| -------------------- | ---- | --------------- | ---------- | ---------- | --------------------- | --------------- | ---------------------------------------------------------------------------------------------- | -------- | -------------------------------------------------- | -------------------------------------------------- |
| Galaxy J1            | 2015 | 4,3", 480 × 800 | 5 MP       | 2 MP       | 4 GB                  | 512 MB          | Spreadtrum SC7727S (Dual-core 1.2 GHz Cortex-A7)                                               | 1850 mAh | Android 4.4.4                                      | Android 4.4.4                                      |
| Galaxy J1 Ace        | 2016 | 4,3", 480 × 800 | 5 MP       | 2 MP       | 4/8 GB                | 512/768 MB/1 GB | Spreadtrum SC8830 (Quad-core 1.5 GHz Cortex-A7) Marvell PXA1908 (Quad-core 1.2 GHz Cortex-A53) | 1900 mAh | Android 4.4.4                                      | Android 5.1.1                                      |
| Galaxy J1 (2016)     | 2016 | 4,5", 480 × 800 | 5 MP       | 2 MP       | 8 GB                  | 1 GB            | Exynos 3 Quad 3475 (Quad-core 1.3 GHz Cortex-A7)                                               | 2050 mAh | Android 5.1.1                                      | Android 5.1.1                                      |
| Galaxy J1 Ace Neo    | 2016 | 4,3", 480 × 800 | 5 MP       | 2 MP       | 4/8 GB                | 512/768 MB/1 GB | Spreadtrum SC8830 (Quad-core 1.5 GHz Cortex-A7)                                                | 1900 mAh | Android 4.4.4                                      | Android 5.1.1                                      |
| Galaxy J1 Nxt        | 2016 | 4", 480 × 800   | 5 MP       | VGA        | 8 GB                  | 1 GB            | Spreadtrum SC8830A (Quad-core 1.2 GHz Cortex-A7)                                               | 1500 mAh | Android 5.1                                        | Android 5.1                                        |
| Galaxy J1 mini       | 2016 | 4", 480 × 800   | 5 MP       | VGA        | 8 GB                  | 768 MB          | Spreadtrum SC8830A (Quad-core 1.2 GHz Cortex-A7)                                               | 1500 mAh | Android 5.1                                        | Android 5.1                                        |
| Galaxy J1 mini prime | 2016 | 4", 480 × 800   | 5 MP       | VGA        | 8 GB                  | 1 GB            | Spreadtrum SC9830A (Quad-core 1.5 GHz Cortex-A7)                                               | 1500 mAh | Android 5.1 - modello 3G Android 6.0 - modello LTE | Android 5.1 - modello 3G Android 6.0 - modello LTE |

### Serie J2
| Nome             | Anno | Schermo         | Fotocamera | Fotocamera | Archiviazione interna | RAM      | Chipset                                                | Batteria | Sistema operativo | Sistema operativo    |
| Nome             | Anno | Schermo         | Principale | Frontale   | Archiviazione interna | RAM      | Chipset                                                | Batteria | Di fabbrica       | Ultimo aggiornamento |
| ---------------- | ---- | --------------- | ---------- | ---------- | --------------------- | -------- | ------------------------------------------------------ | -------- | ----------------- | -------------------- |
| Galaxy J2        | 2015 | 4,7", 540 × 960 | 5 MP       | 2 MP       | 8 GB                  | 1 GB     | Exynos 3 Quad 3475 (Quad-core 1.3 GHz Cortex-A7)       | 2000 mAh | Android 5.1.1     | Android 5.1.1        |
| Galaxy J2 (2016) | 2016 | 5", 720 × 1280  | 8 MP       | 5 MP       | 8 GB                  | 1,5 GB   | Spreadtrum SC8830 (Quad-core 1.5 GHz Cortex-A7)        | 2600 mAh | Android 6.0.1     | Android 6.0.1        |
| Galaxy J2 Prime  | 2016 | 5", 540 × 960   | 8 MP       | 5 MP       | 8 GB                  | 1,5 GB   | MediaTek MT6737T (Quad-core 1.4 GHz Cortex-A53)        | 2600 mAh | Android 6.0       | Android 6.0          |
| Galaxy J2 (2017) | 2017 | 4,7", 540 × 960 | 5 MP       | 2 MP       | 8 GB                  | 1 GB     | Exynos 3 Quad 3475 (Quad-core 1.3 GHz Cortex-A7)       | 2000 mAh | Android 7.0       | Android 7.0          |
| Galaxy J2 (2018) | 2018 | 5", 540 × 960   | 8 MP       | 5 MP       | 16 GB                 | 1,5/2 GB | Qualcomm Snapdragon 425 (Quad-core 1.4 GHz Cortex-A53) | 2600 mAh | Android 7.1       | Android 8.0          |
| Galaxy J2 Core   | 2018 | 5", 540 × 960   | 8 MP       | 5 MP       | 8 GB                  | 1 GB     | Exynos 7 Quad 7570 (Quad-core 1.4 GHz Cortex-A53)      | 2600 mAh | Android 8.1 (Go)  | Android 8.1 (Go)     |

### Serie J3
| Nome                                  | Anno | Schermo        | Fotocamera | Fotocamera | Archiviazione interna | RAM      | Chipset                                                                             | Batteria | Sistema operativo         | Sistema operativo    |
| Nome                                  | Anno | Schermo        | Principale | Frontale   | Archiviazione interna | RAM      | Chipset                                                                             | Batteria | Di fabbrica               | Ultimo aggiornamento |
| ------------------------------------- | ---- | -------------- | ---------- | ---------- | --------------------- | -------- | ----------------------------------------------------------------------------------- | -------- | ------------------------- | -------------------- |
| Galaxy J3 (2016) J3 Pro (2016) J3 V   | 2016 | 5", 720 × 1280 | 8/5 MP     | 5/2 MP     | 8/16/32 GB            | 1,5/2 GB | Quad-core 1.5 GHz Cortex-A7 Quad-core 1.3 GHz Cortex-A7 Quad-core 1.2 GHz Cortex-A7 | 2600 mAh | Android 5.1.1 Android 6.0 | Android 7.1.1        |
| Galaxy J3 Pro (per il mercato cinese) | 2016 | 5", 720 × 1280 | 8 MP       | 5 MP       | 16 GB                 | 2 GB     | Quad-core 1.2 GHz Cortex-A53                                                        | 2600 mAh | Android 5.1.1             | Android 5.1.1        |
| Galaxy J3 (2017) J3 Pro (2017)        | 2017 | 5", 720 × 1280 | 13 MP      | 5 MP       | 16 GB                 | 1,5/2 GB | Quad-core 1.4 GHz Cortex-A53                                                        | 2400 mAh | Android 7                 | Android 9            |
| Galaxy J3 (2018) J3 Aura J3 Star      | 2018 | 5", 720 × 1280 | 8 MP       | 5 MP       | 16 GB                 | 2 GB     | Quad-core 1.4 GHz Cortex-A53                                                        | 2600 mAh | Android 8                 | Android 10           |
| Galaxy J3 V (2018)                    | 2018 | 5", 720 × 1280 | 8 MP       | 5 MP       | 16 GB                 | 2 GB     | Quad-core 1.4 GHz Cortex-A53                                                        | 2600 mAh | Android 8                 | Android 10           |

### Serie J4
| Nome           | Anno | Schermo          | Fotocamera | Fotocamera | Archiviazione interna | RAM    | Chipset                      | Batteria | Sistema operativo        | Sistema operativo        |
| Nome           | Anno | Schermo          | Principale | Frontale   | Archiviazione interna | RAM    | Chipset                      | Batteria | Di fabbrica              | Ultimo aggiornamento     |
| -------------- | ---- | ---------------- | ---------- | ---------- | --------------------- | ------ | ---------------------------- | -------- | ------------------------ | ------------------------ |
| Galaxy J4      | 2018 | 5,5", 720 × 1280 | 13 MP      | 5 MP       | 16/32 GB              | 2/3 GB | Quad-core 1.4 GHz Cortex-A53 | 3000 mAh | Android 8.0              | Android 10               |
| Galaxy J4+     | 2018 | 6", 720 × 1480   | 13 MP      | 5 MP       | 16/32 GB              | 2/3 GB | Quad-core 1.4 GHz Cortex-A53 | 3300 mAh | Android 8.0              | Android 10               |
| Galaxy J4 Core | 2018 | 6", 720 × 1480   | 8 MP       | 5 MP       | 16 GB                 | 1 GB   | Quad-core 1.4 GHz Cortex-A53 | 3300 mAh | Android 8.1 (Go Edition) | Android 8.1 (Go Edition) |

### Serie J5
| Nome                    | Anno | Schermo          | Fotocamera | Fotocamera | Archiviazione interna | RAM    | Chipset                                                | Batteria | Sistema operativo | Sistema operativo    |
| Nome                    | Anno | Schermo          | Principale | Frontale   | Archiviazione interna | RAM    | Chipset                                                | Batteria | Di fabbrica       | Ultimo aggiornamento |
| ----------------------- | ---- | ---------------- | ---------- | ---------- | --------------------- | ------ | ------------------------------------------------------ | -------- | ----------------- | -------------------- |
| Galaxy J5 (2015)        | 2015 | 5", 720 × 1280   | 13 MP      | 5 MP       | 8/16 GB               | 1,5 GB | Qualcomm Snapdragon 410 (Quad-core 1.2 GHz Cortex-A53) | 2600 mAh | Android 5.1       | Android 6.0.1        |
| Galaxy J5 (2016)        | 2016 | 5,2", 720 × 1280 | 13 MP      | 5 MP       | 16 GB                 | 2 GB   | Qualcomm Snapdragon 410 (Quad-core 1.2 GHz Cortex-A53) | 3100 mAh | Android 6.0.1     | Android 7.1.1        |
| Galaxy J5 Prime         | 2016 | 5", 720 × 1280   | 13 MP      | 5 MP       | 16/32 GB              | 2/3 GB | Exynos 7 Quad 7570 (Quad-core 1.4 GHz Cortex-A53)      | 2400 mAh | Android 6.0.1     | Android 8.0          |
| Galaxy J5 (2017) J5 Pro | 2017 | 5,2", 720 × 1280 | 13 MP      | 13 MP      | 16/32 GB              | 2/3 GB | Exynos 7 Octa 7870 (Octa-core 1.6 GHz Cortex-A53)      | 3000 mAh | Android 7.0       | Android 9.0          |

### Serie J6
| Nome       | Anno | Schermo              | Fotocamera             | Fotocamera | Archiviazione interna | RAM    | Chipset                                                | Batteria | Sistema operativo | Sistema operativo    |
| Nome       | Anno | Schermo              | Principale             | Frontale   | Archiviazione interna | RAM    | Chipset                                                | Batteria | Di fabbrica       | Ultimo aggiornamento |
| ---------- | ---- | -------------------- | ---------------------- | ---------- | --------------------- | ------ | ------------------------------------------------------ | -------- | ----------------- | -------------------- |
| Galaxy J6  | 2018 | 5,6" HD+, 720 × 1480 | 13 MP                  | 8 MP       | 32/64 GB              | 3/4 GB | Exynos 7 Octa 7870 (Octa-core 1.6 GHz Cortex-A53)      | 3000 mAh | Android 8         | Android 10           |
| Galaxy J6+ | 2018 | 6" HD+, 720 × 1480   | 13 + 5 MP (profondità) | 8 MP       | 32/64 GB              | 3/4 GB | Qualcomm Snapdragon 425 (Quad-core 1.4 GHz Cortex-A53) | 3500 mAh | Android 8.1       | Android 10           |

### Serie J7
| Nome                             | Anno | Schermo              | Fotocamera | Fotocamera | Archiviazione interna | RAM    | Chipset                                                | Batteria | Sistema operativo | Sistema operativo    |
| Nome                             | Anno | Schermo              | Principale | Frontale   | Archiviazione interna | RAM    | Chipset                                                | Batteria | Di fabbrica       | Ultimo aggiornamento |
| -------------------------------- | ---- | -------------------- | ---------- | ---------- | --------------------- | ------ | ------------------------------------------------------ | -------- | ----------------- | -------------------- |
| Galaxy J7 (2015)                 | 2015 | 5,5", 720 × 1280     | 13 MP      | 5 MP       | 16 GB                 | 1,5 GB | Exynos 7 Octa 7580 (Octa-core 1.5 GHz Cortex-A53)      | 3000 mAh | Android 5.1       | Android 6.0.1        |
| Galaxy J7 (2016)                 | 2016 | 5,5", 720 × 1280     | 13 MP      | 5 MP       | 16 GB                 | 2 GB   | Exynos 7 Octa 7870 (Octa-core 1.6 GHz Cortex-A53)      | 3300 mAh | Android 6.0.1     | Android 8.1          |
| Galaxy J7 Prime                  | 2016 | 5,5", 1080 × 1920    | 13 MP      | 8 MP       | 16/32/64 GB           | 3 GB   | Exynos 7 Octa 7870 (Octa-core 1.6 GHz Cortex-A53)      | 3300 mAh | Android 6.0.1     | Android 8.1          |
| Galaxy J7 (2017) J7 Pro          | 2017 | 5,5", 1080 × 1920    | 13 MP      | 13 MP      | 16/32/64 GB           | 3 GB   | Exynos 7 Octa 7870 (Octa-core 1.6 GHz Cortex-A53)      | 3600 mAh | Android 7         | Android 9            |
| Galaxy J7+                       | 2017 | 5,5", 1080 × 1920    | 13+5 MP    | 16 MP      | 32 GB                 | 4 GB   | MediaTek Helio P20 (Octa-core 2.3 GHz Cortex-A53)      | 3000 mAh | Android 7.1.1     | Android 8.1          |
| Galaxy J7 Max                    | 2017 | 5,7", 1080 × 1920    | 13 MP      | 13 MP      | 32/64 GB              | 4 GB   | MediaTek Helio P20 (Octa-core 2.3 GHz Cortex-A53)      | 3300 mAh | Android 7         | Android 8            |
| Galaxy J7 Nxt / J7 Core / J7 Neo | 2017 | 5,5", 720 × 1280     | 13 MP      | 5 MP       | 16/32 GB              | 2/3 GB | Exynos 7 Octa 7870 (Octa-core 1.6 GHz Cortex-A53)      | 3000 mAh | Android 7         | Android 9            |
| Galaxy J7 Perx                   | 2017 | 5,5", 720 × 1280     | 8 MP       | 5 MP       | 16 GB                 | 2 GB   | Qualcomm Snapdragon 626 (Octa-core 2.2 GHz Cortex-A53) | 3300 mAh | Android 7         | Android 7            |
| Galaxy J7 V                      | 2017 | 5,5", 720 × 1280     | 8 MP       | 5 MP       | 16 GB                 | 2 GB   | Qualcomm Snapdragon 626 (Octa-core 2.2 GHz Cortex-A53) | 3300 mAh | Android 7.0.1     | Android 9            |
| Galaxy J7 Sky Pro                | 2017 | 5,5", 720 × 1280     | 8 MP       | 5 MP       | 16 GB                 | 2 GB   | Qualcomm Snapdragon 625 (Octa-core 2.0 GHz Cortex-A53) | 3300 mAh | Android 6         | Android 8.1          |
| Galaxy J7 (2018)                 | 2018 | 5,5" TFT, 720 × 1280 | 13/8 MP    | 5/13 MP    | 16/32 GB              | 2 GB   | Exynos 7 Octa 7870 (Octa-core 1.6 GHz Cortex-A53)      | 3300 mAh | Android 8         | Android 10           |
| Galaxy J7 Duo                    | 2018 | 5,5", 720 × 1280     | 13+5 MP    | 5 MP       | 32/64 GB              | 4 GB   | Exynos 7 Octa 7870 (Octa-core 1.6 GHz Cortex-A53)      | 3000 mAh | Android 8         | Android 10           |
| Galaxy J7 Prime 2                | 2018 | 5,5", 1080 × 1920    | 13 MP      | 13 MP      | 32/64 GB              | 3 GB   | Exynos 7 Octa 7870 (Octa-core 1.6 GHz Cortex-A53)      | 3300 mAh | Android 7         | Android 9            |
| Galaxy J7 Crown                  | 2018 | 5,5", 720 × 1280     | 13 MP      | 13 MP      | 16 GB                 | 2 GB   | Exynos 7 Octa 7870 (Octa-core 1.6 GHz Cortex-A53)      | 3300 mAh | Android 8         | Android 10           |

### Serie J8
| Nome      | Anno | Schermo        | Fotocamera | Fotocamera | Archiviazione interna | RAM    | Chipset                                                | Batteria | Sistema operativo | Sistema operativo    |
| Nome      | Anno | Schermo        | Principale | Frontale   | Archiviazione interna | RAM    | Chipset                                                | Batteria | Di fabbrica       | Ultimo aggiornamento |
| --------- | ---- | -------------- | ---------- | ---------- | --------------------- | ------ | ------------------------------------------------------ | -------- | ----------------- | -------------------- |
| Galaxy J8 | 2018 | 6", 720 × 1480 | 16+5 MP    | 16 MP      | 32/64 GB              | 3/4 GB | Qualcomm Snapdragon 450 (Octa-core 1.8 GHz Cortex-A53) | 3500 mAh | Android 8         | Android 10           |

## Tablet
| Nome         | Anno | Schermo        | Fotocamera | Fotocamera | Archiviazione interna | RAM    | Chipset                     | Batteria | Sistema operativo |
| Nome         | Anno | Schermo        | Principale | Frontale   | Archiviazione interna | RAM    | Chipset                     | Batteria | Sistema operativo |
| ------------ | ---- | -------------- | ---------- | ---------- | --------------------- | ------ | --------------------------- | -------- | ----------------- |
| Galaxy J Max | 2016 | 7", 800 × 1280 | 8 MP       | 2 MP       | 8 GB                  | 1,5 GB | Quad-core 1.5 GHz Cortex-A7 | 4000 mAh | Android 5.1       |